# NGC 3172
NGC 3172 je galaksija u zviježđu Malom medvjedu.

## Vanjske poveznice
- SEDS: NGC 3172